# Timothé Buret
Pour les articles homonymes, voir Buret.
Timothé Buret, né le 31 mai 1995 à Montpellier, est un pilote automobile français.

## Biographie

### Jeunesse (1995-2012)
Timothé Buret naît le 31 mai 1995 à Montpellier et se découvre une passion pour la compétition automobile dès l'âge de dix ans, participant à des épreuves de moto-cross, de quad, de buggy puis finalement de karting, où il commence la compétition de haut niveau en 2010. Pendant trois années, il monte les échelons de la compétition pour atteindre un niveau international.

### Passage en VdeV (2013-2014)
En 2013, Timothé Buret passe à la monoplace et pilote dans le championnat VdeV où il décroche quatre podiums. L'année suivante, avec l'équipe Palmyr, il est sacré vice-champion de VdeV en endurance.

### Exil aux États-Unis (2014-2015)
En septembre 2014, pour préparer son avenir et les saisons suivantes, Timothé Buret effectue des essais « satisfaisants » aux États-Unis dans le Pro Mazda Championship, troisième division du programme Road to Indy. Dans le même temps, il est également nommé pilote de réserve de China Racing en Formule E, pour la saison 2014-2015. Finalement, en décembre, Timothé Buret est confirmé en tant que pilote titulaire en Pro Mazda Championship chez Juncos Racing,. Pour sa première saison, il termine cinquième, décrochant son unique victoire au Grand Prix d'Indianapolis,.

### Arrivée en endurance (2016-)
En 2016, Timothé Buret rejoint l'endurance avec Panis-Barthez Compétition, nouvelle équipe créée par Olivier Panis et Fabien Barthez ; engagé en LMP2 en European Le Mans Series, il participe pour la première fois de sa carrière aux 24 Heures du Mans.

### Vie privée
Managé par David Zollinger depuis 2012, Timothé Buret est détenteur d'un baccalauréat économique et social.

## Résultats en compétition automobile
- 2013 :
  - Championnat VdeV Monoplace, 6e (un podium)
- 2014 :
  - Championnat VdeV Monoplace, 4e (trois victoires)
  - Championnat VdeV Endurance, 2e (cinq podiums)
  - Formule E, Pilote de réserve de China Racing
- 2015 :
  - Pro Mazda Championship Winterfest, 9e
  - Pro Mazda Championship, 5e (une victoire)
- 2016 :
  - Toyota Racing Series Nouvelle-Zélande, 15e
  - European Le Mans Series, 13e

### 24 Heures du Mans
| Année | Equipe                    | Coéquipiers                      | Voiture        | Classe | Tours | Pos. | Class Pos. |
| ----- | ------------------------- | -------------------------------- | -------------- | ------ | ----- | ---- | ---------- |
| 2016  | Panis-Barthez Compétition | Fabien Barthez Paul-Loup Chatin  | Ligier JS P2   | LMP2   | 347   | 12e  | 8e         |
| 2017  | Panis-Barthez Compétition | Fabien Barthez Nathanaël Berthon | Ligier JS P217 | LMP2   | 296   | Abd. | Abd.       |
| 2018  | Panis-Barthez Compétition | Julien Canal Will Stevens        | Ligier JS P217 | LMP2   | 352   | 13e  | 9e         |